# Duncanopsammia axifuga
A Duncanopsammia axifuga a virágállatok (Anthozoa) osztályának a kőkorallok (Scleractinia) rendjébe, ezen belül a Dendrophylliidae családjába tartozó faj.
Nemének az egyetlen faja.

## Előfordulása
A Duncanopsammia axifuga előfordulási területe az Indiai- és a Csendes-óceánok trópusi részei. A kövületek alapján tudjuk, hogy már a pliocén nevű földtörténeti korban megjelent.

## Életmódja
A nagy és szétágazó telepei, körülbelül 6-34 méteres mélységek között lelhetők fel.

## Képek

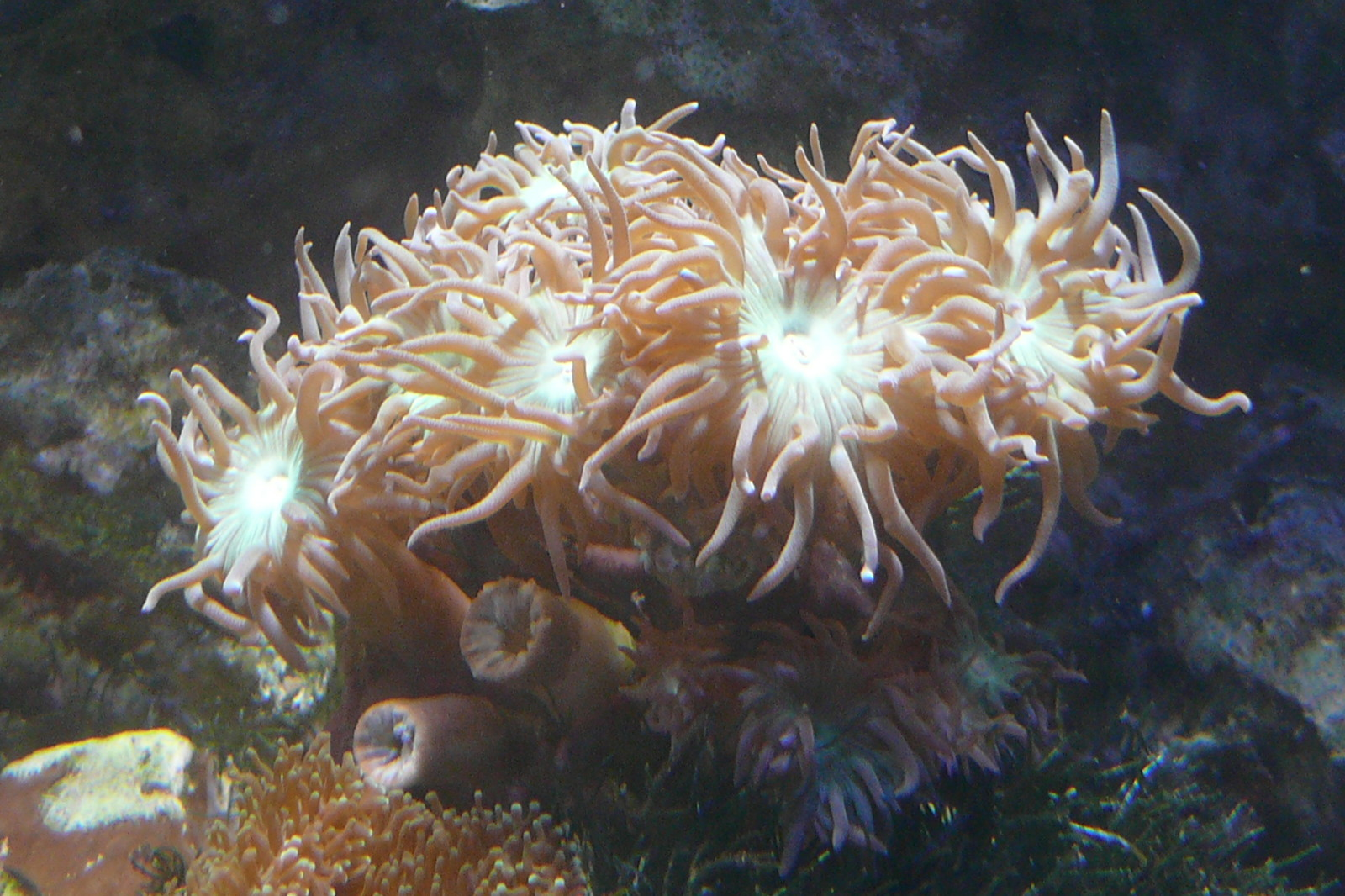
Akváriumban és
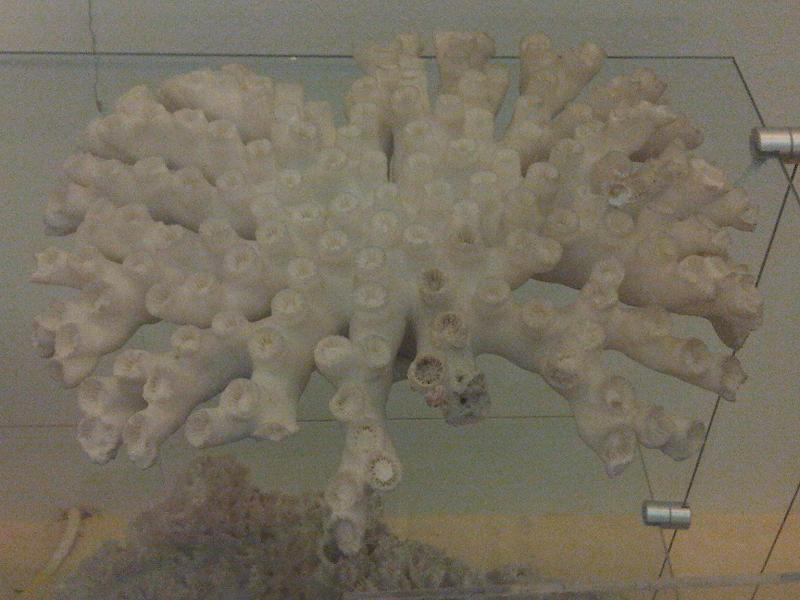
múzeumban